# Croce copta
La croce copta (conosciuta anche come croce ansata, croce egizia, croce di ankh o croce di ekh) si caratterizza dalla forma a goccia rovesciata al centro dei bracci orizzontali che la fa assomigliare anche alla forma di una chiave ed infatti viene anche chiamata chiave della vita o chiave del Nilo.
Le sue rappresentazioni più antiche sono legate al culto della vita, dopo la morte ai tempi dei faraoni e viene spesso rappresentata in mano a dèi. 

In mano a Iside

Il geroglifico che rappresenta si chiama ankh, ossia vita.
Negli anni poi si è evoluta ed è stata usata anche con altri significati e contesti. Adesso è largamente usata nella Chiesa copta e la sua rappresentazione si è modificata rispetto alle origini.
Nel 1984 una croce copta fu regalata dalla Chiesa copta ortodossa e sistemata in cima all'edificio della Conferenza di tutte le chiese africane.

## Galleria d'immagini

Croce copta originale
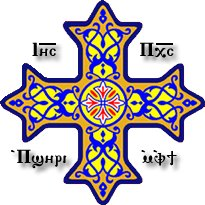
Croce copta ortodossa
Altra Croce copta (Rudolf Koch)